# Antoni Ferrer i Codina

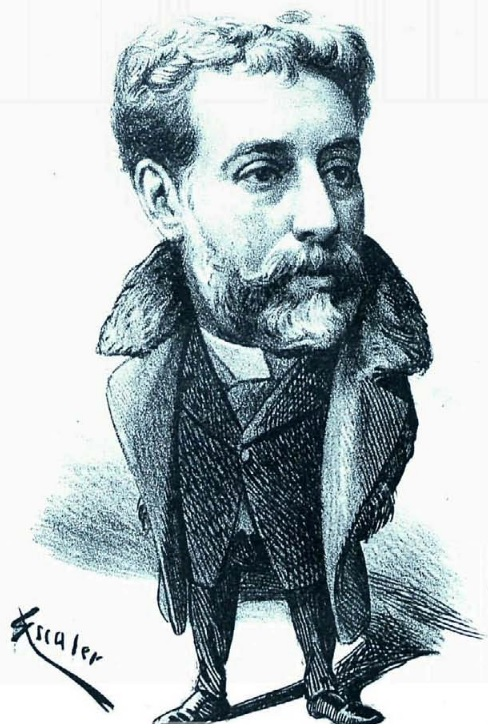
Antoni Ferrer i Codina per Ramon Escaler (publicat a Barcelona Cómica del 27 de febrer de 1891)

Antoni Ferrer i Codina, també conegut com a Anton Ferrer i Codina, (Barcelona 1837 - 11 d'octubre de 1905) va ser un dramaturg i periodista català.
Es va casar amb l'actriu catalana Carme Parreño.

## Obra dramàtica
- 1867, 20 de gener. Les relíquies d'una mare, estrenada al Teatre Romea de Barcelona.
- 1867, 19 de desembre. Un "jefe" de la Coronela, drama bilingüe (patriòtic) en 3 actes i en vers, estrenat al teatre Romea de Barcelona.[3]
- 1868, 4 de gener. La perla de Badalona, estrenada al Teatre Romea de Barcelona.
- 1868, 21 de novembre. El gat de mar, drama bilingüe en tres actes i un pròleg, estrenat al teatre Romea de Barcelona.
- 1875, El pagès de l'Empordà, drama en tres actes.
- 1875, La casa pairal. En col·laboració amb el reusenc Silvestre Molet, estrenada al Teatre Odeon de Barcelona el 13 de març de 1875[4]
- 1885, 16 de desembre. Otger, estrenada al Teatre Romea de Barcelona.
- 1888, 12 de gener. La comèdia social drama, estrenat al Teatre Romea de Barcelona.
- 1889, 5 de març. Ocells d'Amèrica, comèdia en un acte, estrenada al Teatre Romea.
- 1890, 7 de novembre. A la prevenció, joguina en un acte i en prosa, estrenada al teatre Novetats de Barcelona.
- 1894, 2 d'abril. La tornada d'en Garrofa, quasi monòleg, estrenat al Teatre Romea de Barcelona.
- 1894. Tenorios!, estrenada al Teatre Romea.[1]
- 1895, 12 de març. La suripanta, estrenada al Teatre Romea de Barcelona.
- 1895, 4 de desembre. Toreros d'hivern, estrenada al Teatre Romea de Barcelona.
- 1896, 3 d'octubre. Gallina vella fa bon caldo, comèdia en un acte i en prosa, estrenada al Teatre Romea de Barcelona.
- 1898.- Barbers de Salo.- Sarsuela en un acte
- 1902. Els calaveres, comèdia en tres actes, original d'Alfred Hennequin i E. de Nafac i arranjada per Antoni Ferrer i Codina. Estrenada al Teatre Romea de Barcelona.
- 1902, 21 d'octubre. L'escolanet de la Pobla, estrenada al Teatre Romea de Barcelona.